# USA y yo
USA y yo (1966) es un libro periodístico de Miguel Delibes que recopila sus crónicas en el diario El Norte de Castilla sobre la estancia del escritor en Estados Unidos, en los años 60. Las crónicas de viajes son una parte de la prolífica obra de Miguel Delibes. En «USA y yo» busca hacer un retrato de la vida en Estados Unidos a partir de descripciones sobre las ciudades emblemáticas, la política, la vida social, la educación, la geografía o la religión del país.

## Temáticas
La obra, al estar estructurada en piezas independientes cuyo hilo conductor común es Estados Unidos, trata varias temáticas:
- El viaje. Las primeras crónicas de la obran versan sobre el viaje que llevó al autor a Norteamérica. Reflexiona acerca de los viajes en alta mar en barco y los compara con las travesías en aeronave. Estas primeras piezas, que sitúan al lector en el contexto personal, son de gran utilidad para conocer las motivaciones que llevan al periodista a desplazarse hasta el otro lado del charco. Dentro de la embarcación, destacan los retratos, realizados con una mirada aséptica, de algunos de los pasajeros del buque; así como las circunstancias meteorológicas en las que se desarrolló la aventura.
- Descripciones de ciudades. La Gran Manzana, Nueva York, es objeto de otra de las crónicas del autor. Mediante la palabra, pinta el paisaje de la ciudad y la compara con otras en las que ha estado, como Brasil o Hamburgo. Aparecen ya los primeros retazos de cotidianidad. Por otra banda, también describe la capital del país, Washington, esta vez con un tono marcadamente poético.
- Contenido descriptivo. Esta temática está, obviamente, dilatada a lo largo de todas las piezas. No obstante, algunas están dedicadas por completo a la descripción de la luz, el colorido y el marco paisajístico de los lugares por donde pisa.
- Idiosincrasia norteamericana. Esta es, quizá, una de los aspectos más tratados a lo largo de USA y yo. En ella, Delibes explica el carácter de los americanos, influido muchas veces por la ética protestante y muy diferente al carácter latino al que el autor está acostumbrado. El intimismo, la personalidad, la forma en la que se relacionan con sus semejantes o sus celebraciones están muy presentes.
- El modelo familiar. En estas crónicas sobre el divorcio, el matrimonio joven, el núcleo familiar, la emancipación de los más jóvenes y al tercera edad vemos a un Delibes muy conservador que se sorprende al ver un modo de vida muy diferente al que estaba fuertemente arraigado en la España franquista.
- Valores y miedos. Algunas crónicas explican valores intrínsecos a la sociedad americana como el liderazgo, la confianza en el ser humano, el espíritu emprendedor y, sobre todo, la libertad. En otro orden de cosas, el miedo a la muerte o a la insolidaridad del ciudadano medio americano es aspecto reseñable en el libro.
- Educación e infancia. Una clave en la que el periodista pone el punto de mira. Informa tanto el sistema universitario como del papel de los niños en la vida familiar, así como del sus aspiraciones futuras.
- Religión. Temática cardinal de la obra. En las crónicas que contienen información sobre la religión, se incluyen descripciones de diferentes credos (mormones, amish, protestantes, católicos, etc.) y cómo influyen en la vida privada y pública de Estados Unidos.
- Política. Los años 50 y 60 son de una gran efervescencia política. Miguel Delibes dedica especial énfasis a la figura de Kennedy a lo que significó para la Historia y la sociedad americanas.

## Lenguaje periodístico y estilo
El estilo de Delibes se basa en un principio básico de la redacción periodística: frases cortas y estructura simple (sujeto, verbo y predicado). La sencillez en el lenguaje pudo deberse a que la intención del autor y del diario El Norte de Castilla era acercar la realidad de EE. UU. a la opinión pública española, por lo general, mal informada. Todas las piezas tienen la misma extensión, que podríamos considerar excesiva si lo vemos con una óptica del periodismo contemporáneo, pero que no se hace densa ni demasiado tediosa.
El vocabulario no es en exceso técnico ni plagado de tecnicismos que dificulten la comprensión. Con frecuencia, el cronista vallisoletano combina la primera persona del singular con la tercera. De este modo, alterna dos perspectivas informativas: la del periodista protagonista que, a través de su mirada, el lector contempla la realidad; y el periodista testigo de los hechos que posa su mirada personal sobre aquello que observa. 
El lenguaje podría ser clasificado en un nivel medio. No se trata de una expresión aunque tampoco de un estilo popular. El estilo se podría resumir en dos máximas: sencillez y claridad. La prosa es fluida y la adjetivación está muy bien introducida. No se abusa de las enumeraciones ni de descripciones demasiado precisas. Está claro que detrás de cada pieza hay un trabajo importante de jerarquización del material recopilado.
Las crónicas, aunque con excepciones, contienen el punto intermedio ideal entre la información, la opinión y la interpretación. Todas las piezas contienen una dosis importante de información. Bien es cierto que no hay datos en abundancia. No obstante, no se puede obviar la presencia de la interpretación, inherente al género en cuestión y presente desde el primer momento en que el cronista traslada su mirada personal al lector. La opinión, sobre todo en los asuntos sociales y religiosos polémicos, está también presente y ha sido introducida con inteligencia para que a veces pueda llegar a confundirse con la interpretación.
- Datos: Q17632251